# عملية أماندا
عملية أماندا كانت إحدى مهام قوة الحماية التابعة للأمم المتحدة التي قامت بها قوات حفظ السلام الدنماركية بهدف استعادة نقطة مراقبة إس01 بالقرب من جراداتشاتس شمال شرق البوسنة والهرسك في 25 أكتوبر 1994.

## الاشتباك
تم استخدام البؤرة الاستيطانية كنقطة مراقبة مؤقتة لكن كتيبة نوردبات 2 أرادت تحويلها إلى مركز مراقبة دائم. بعد سلسلة من هجمات القناصة التي شنها جيش جمهورية صرب البوسنة قرر طاقم نوردبات 2 أن الوقت قد حان «لإظهار العلم». تم تشكيل فرقة عمل مع فصيلة مشاة ميكانيكية من سرية المشاة الميكانيكية التاسعة السويدية وفصيلة دبابات واحدة من شركة دبابات دنماركية. تم وضع فصيل مشاة ميكانيكية سويدية في حالة تأهب قصوى لتقديم خدمات الإنقاذ والإنقاذ. كما كانت هناك وحدات من الجيش الأردني بها رادار لتحديد مواقع المدفعية ومسعفون وعربات إسعاف مصفحة.
بينما في طريقها لإعادة احتلال الموقع تم إطلاق النار على القوة الدنماركية المكونة من ثلاث دبابات من طراز ليوبارد 1 بواسطة دبابة تي-55 تابعة لصرب البوسنة. بعد تعرض إحدى الدبابات لأضرار طفيفة ردت دبابات حفظ السلام المتقدمة بإطلاق النار ودمرت بندقية واحدة عديمة الارتداد وعطلت تي-55 عن العمل. أطلقت دبابات ليوبارد 1 ما مجموعه 21 طلقة عيار 105 ملم.
استعادت قوة الحماية التابعة للأمم المتحدة السيطرة على الموقع في النهاية. وأصدرت الأمم المتحدة بيانا حول تداعيات الحادث وأكدت فيه مصير الدبابة الصربية تي-55: